# Tharcisse Kasongo Mwema Yamba-Yamba
Tharcisse Kasongo Mwema, né en octobre 1952 dans l'ancienne province du Katanga au Congo-Kinshasa et mort à Kinshasa le 12 novembre 2022, est une personnalité politique et un journaliste congolais.

## Biographie
Originaire de Lubumbashi, Tharcisse Kasongo Mwema commence sa carrière journalistique dans le milieu sportif en 1972. Quelque temps après, il quitte la direction des sports et devient sous-directeur puis, il est affecté à la présidence du Zaïre et devient chef de l’équipe de reportage.
En 1992, il quitte le pays pour la France lorsqu’il perd son poste après une pétition signée pour exiger la liberté d’information à la suite du discours de l’ouverture par le président Mobutu du 24 avril 1990. Il va rejoindre peu après l’équipe de la RFI où il présente l’édition Afrique.
En 2008, il revient au Congo pour l’enseignement à l'université de Lubumbashi et fort de son expertise, il participe au montage de Kyondo Radio Télévision dans le secteur du cuivre ; et, il est depuis le 29 avril 2019 porte-parole du chef de l’État congolais, secondé par Tina Salama, une ancienne journaliste et directrice des programmes à la Radio Okapi,.
En 2022, il devient président du conseil d'administration de l'agence congolaise de presse, après son départ de la présidence, et il décède le 12 novembre 2022 à Kinshasa d'une courte maladie.

### Vie privée
Tharcisse Kasongo est l’époux de Mbungu Tshibangu, ancienne journaliste et collègue de l’ex-Office Zaïrois de Radio et Télévision - la « Voix du Zaïre », à Lubumbashi.

## Ouvrage
- YambaYamba, ... Kasongo-Mwema, Enjeux et Publics de la télévision en République Démocratique du Congo (1990-2005),  Éditions L'Harmattan, 2007, 265 p. (ISBN 978-2-296-03197-5)[8].